# Zebroide

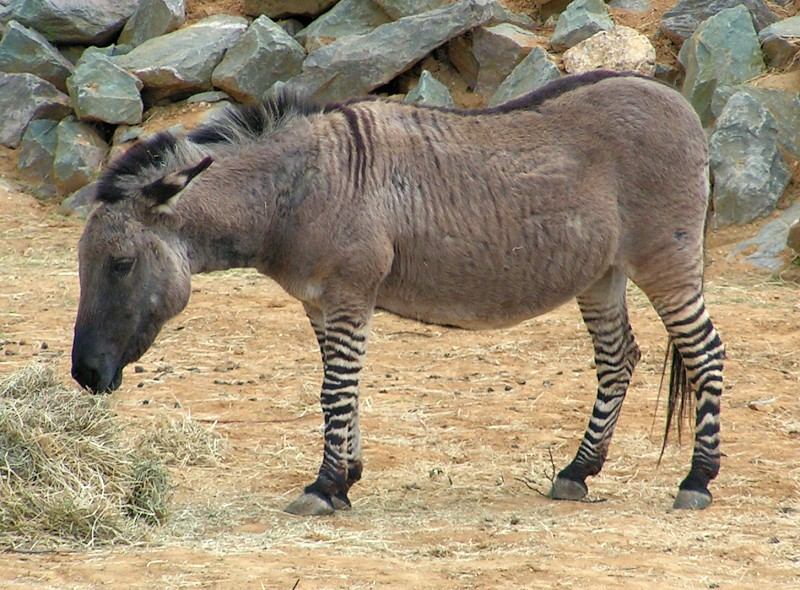
Híbrid de zebra i somera.

Un zebroide és un híbrid entre una zebra i qualsevol altre èquid. Molt sovint l'estaló és una zebra mascle que pot aparellar-se amb una egua o una somera.
També hi ha casos documentats d'híbrids de quaga, una subespècie extinta de la zebra comuna, amb cavalls i rucs.
Els zebroides es coneixen des del segle xix. Charles Darwin en va parlar diverses vegades en les seves obres.